# Jiya Shankar

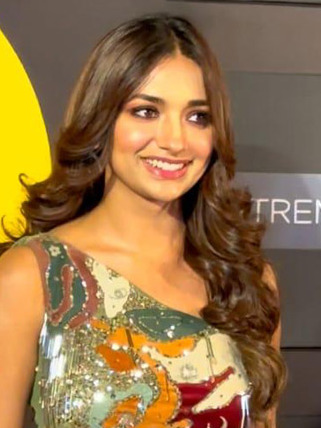
Jiya Shankar, 2023

Jiya Shankar (Hindi जिया शंकर; * 10. Oktober 1995 in Mumbai, Maharashtra, als Jiya Gavli) ist eine indische Schauspielerin. Bekannt wurde sie durch ihre Rollen als „Dr. Iravati "Ira" Pandey“ (Meri Hanikarak Biwi) und „Susheela "Susheela" Ruhail Solanki“ (Kaatelal & Sons). Sie tritt auch als Co-moderatorin in "Good Night India" auf, die bei SAB TV ausgestrahlt wird.

## Leben und Karriere
Shankar wurde am 10. Oktober 1995 in Mumbai, Maharashtra geboren. Ihre Mutter ist Surekha Gavli. Ihre Eltern ließen sich scheiden als Shankar dreizehn war. Sie sagte in Bigg Boss OTT 2 das „Shankar“ nicht der Name ihres Vaters ist, sondern ein Nachname, den sie sich selbst gab.
Ihr Karrieredebüt hatte sie 2013 im Film Entha Andanga Unnave. Sie spielte mit Ajay Manthena zusammen. Ihr Debüt als Schauspielerin im Fernsehen hatte als „Alisha Rai“ in der Serie „Love by Chance“ im Jahr 2015. 2017 spielte sie an der Seite von Arun Chidambaram im Film Kanavu Variyam mit. Shankars ersten schauspielerischen Durchbruch hatte sie mit der Rolle der „Shreya Dixit Rathore“ aus der Serie „Queens Hain Hum“. Diese verkörperte sie von 2016 bis 2017.
Von 2020 bis 2021 spielte sie die Rolle der „Susheela "Sattu" Kaatelal Ruhail Solanki“ in der Serie „Kaatelal &amp; Sons“. Von 2022 bis 2023 spielte sie an der Seite mit Harsh Rajput die Rolle der „Pavitra“ in der Serie „Pishachini“. 2023 spielte sie eine der Hauptrollen im Film Ved.

## Filmografie (Auswahl)
Filme
- 2013: Entha Andanga Unnave
- 2017: Kanavu Variyam
- 2018: Hyderabad Love Story
- 2022: Ved[6]

Serien
- 2015: Love by Chance
- 2015: Gumrah: End of Innocence
- 2015: Twist Wala Love
- 2015: Pyaar Marriage Shhhh
- 2016–2017: Queens Hain Hum
- 2017: Pyaar Tune Kya Kiya
- 2017–2019: Meri Hanikarak Biwi
- 2020–2021: Kaatelal & Sons
- 2020: Virgin Bhasskar 2
- 2022–2023: Pishachini